# АЭС Дарлингтон

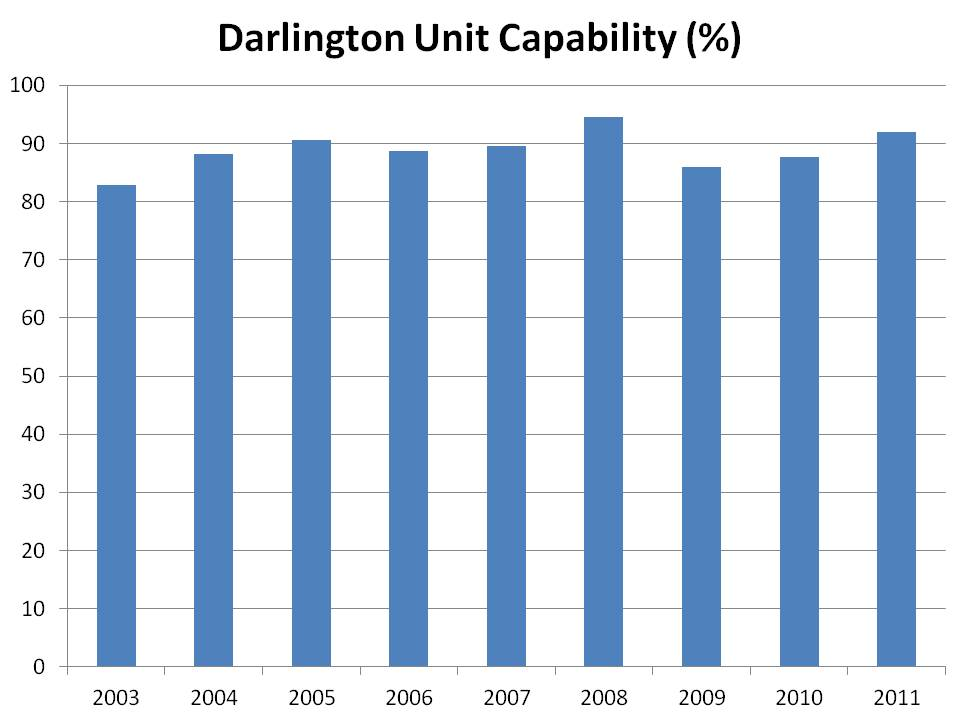
Darlington Unit 1-4 Capability (Capacity Factor), 2003—2011

АЭС Дарлингтон — канадская атомная электростанция, расположенная на северном берегу озера Онтарио в Кларингтоне. Название АЭС происходит от бывшего названия населенного пункта, в котором она находится. Состоит из 4 тяжеловодных водо-водяных реакторов типа Candu общей электрической мощностью 3512 МВт.
АЭС обеспечивает около 20 % потребности электроэнергии провинции Онтарио и считается одной из самых современных АЭС в мире.

## Строительство и эксплуатация
АЭС строилась в несколько очередей в 1981—1993 гг. провинциальной энергетической компанией Ontario Hydro. Годы пуска в эксплуатацию блоков: 2-й блок -- 1990 г., 1-й -- 1992 г., 3-й и 4-й -- 1993 г. В 1999 г. компания Ontario Hydro была разделена на пять компаний, в собственность одной из которых, Ontario Power Generation (OPG), были переданы все генерирующие мощности компании Ontario Hydro. Компания Ontario Power Generation является собственником и АЭС Дарлингтон. Реакторы АЭС имеют наилучшие эксплуатационные показатели среди всех принадлежащих OPG реакторов (которые все относятся к типу реакторов Candu). В 2008 г. суммарный коэффициент готовности АЭС Дарлингтон составил 94,5%.

## Перерасход средств при строительстве АЭС
Для большинства жителей Онтарио строительство АЭС Дарлингтон ассоциируется с значительным перерасходом средств на строительство. Первоначальные расходы на строительство АЭС оценивались в 3.9 миллиарда канадских долларов, но окончательная стоимость достигла 14.4 миллиарда. Проект постройки пострадал из-за снижения спроса на электроэнергию, роста задолженности обеспечения безопасности в середине строительства. С 1977 по 1981 г. инфляция в Канаде составила 46 % в соответствии с индексом потребительских цен Канады.
Кроме того, процентные ставки были запущены на 20 %. Квартальные расходы были связаны с другими ошибками. Неправильный выбор оборудования и шестимесячная забастовка рабочих привели к дальнейшему увеличению расходов и задержек. Споры о том, кто виноват во всех этих перерасходах, последующих долгах, связанных с АЭС Дарлингтон, часто возникают во время избирательных кампаний в провинции Онтарио и часто используются в аргументации противников ядерной энергетики.

## Информация об энергоблоках
| Энергоблок   | Тип реакторов   | Мощность | Мощность | Начало строительства | Физпуск    | Подключение к сети | Ввод в эксплуатацию | Закрытие |
| Энергоблок   | Тип реакторов   | Чистый   | Брутто   | Начало строительства | Физпуск    | Подключение к сети | Ввод в эксплуатацию | Закрытие |
| ------------ | --------------- | -------- | -------- | -------------------- | ---------- | ------------------ | ------------------- | -------- |
| Дарлингтон-1 | PHWR, CANDU 850 | 878 МВт  | 934 МВт  | 01.04.1982           | 29.10.1990 | 19.12.1990         | 14.11.1992          | —        |
| Дарлингтон-2 | PHWR, CANDU 850 | 878 МВт  | 934 МВт  | 01.09.1981           | 05.11.1989 | 15.01.1990         | 09.10.1990          | —        |
| Дарлингтон-3 | PHWR, CANDU 850 | 878 МВт  | 934 МВт  | 01.09.1984           | 09.11.1992 | 07.12.1992         | 14.02.1993          | —        |
| Дарлингтон-4 | PHWR, CANDU 850 | 878 МВт  | 934 МВт  | 01.07.1985           | 13.03.1993 | 17.04.1993         | 14.06.1993          | —        |